# Princesas Disney
Disney Princess (traducido como Disney Princesa o Princesas Disney), o también llamada Princess Line, es una franquicia de The Walt Disney Company formada por heroínas de diversas películas, comúnmente princesas o que llegan a convertirse en princesas en el desarrollo de sus respectivas películas. A pesar de llevar el nombre "Princesas", dicho término en la franquicia es ajeno al título de la realeza, siendo el título "Princesas" dentro de la franquicia una definición para heroínas específicas que han demostrado cualidades inspiradoras notables.
Fue creada en el año 2000 por el entonces director de Disney Consumer Products, Andy Mooney. La franquicia se enfoca en protagonistas femeninas de películas animadas de Walt Disney Pictures, con doce miembros del canon de Walt Disney Animation Studios, y un miembro procedente de una película de Pixar Animation Studios.
Los trece personajes que forman parte de esta franquicia son: Blancanieves, Cenicienta, Aurora, Ariel, Bella, Jasmín, Pocahontas, Mulán, Tiana, Rapunzel, Mérida, Moana / Vaiana, y Raya.
La franquicia ha lanzado muñecas, libros, videos para cantar, ropa, productos de belleza, decoración para el hogar, juguetes y una variedad de otros productos.
Es una de las principales franquicias de personajes de Disney Consumer Products bajo el sello Disney, junto con Mickey Mouse & Friends, Disney Fairies, y Disney Villains.

## Historia

### Concepción
Tras ser nombrado Andy Mooney presidente de la división de Disney Consumer Products de The Walt Disney Company en diciembre de 1999, mientras asistía a su primer espectáculo de Disney on Ice, Mooney notó que varias chicas jóvenes que asistían al espectáculo vestían trajes de princesa, aunque no eran productos auténticos de Disney. "Eran productos genéricos de princesa que habían añadido a un disfraz de Halloween", dijo Mooney al New York Times. Preocupado por esto, Mooney se dirigió a la empresa a la mañana siguiente y los animó a comenzar a trabajar en una franquicia legítima de Disney Princess en enero de 2000. El sobrino de Walt, Roy E. Disney, se opuso a la creación de la línea, ya que la compañía durante mucho tiempo "evitó mezclar personajes de sus cuentos de hadas clásicos en otras narrativas, temiendo que eso debilitaría las mitologías individuales".
La alineación original de las Princesas de Disney estaba formada por Blancanieves, Cenicienta, Tinker Bell (Campanita/Campanilla), Aurora, Ariel, Bella, Jasmín, Pocahontas, Esmeralda y Mulán. Esmeralda fue eliminada poco después. Tinker Bell también fue destituida; Luego encabezaría la franquicia hermana Disney Fairies (también creada por Mooney). Esta fue la primera vez que los personajes se comercializarían en una franquicia separada de sus películas originales. Mooney decidió que, cuando aparecieran en anuncios de marketing, como carteles, las princesas nunca deberían hacer contacto visual entre sí en un intento de mantener intactas sus "mitologías" individuales. "[Cada una] mira en una dirección ligeramente diferente, como si no se diera cuenta de la presencia de las demás".

### Expansiones
Aunque algunas heroínas de películas de Disney llegaron a ser incluidas temporalmente en productos oficiales de la franquicia, no terminaron formando parte de la línea principal de personajes.
Tiana se convirtió oficialmente en el primer personaje adicional de la franquicia Disney Princess el 14 de marzo de 2010. Su "coronación" como miembro de la franquicia tuvo lugar en el Lotte New York Palace Hotel en Midtown Manhattan.

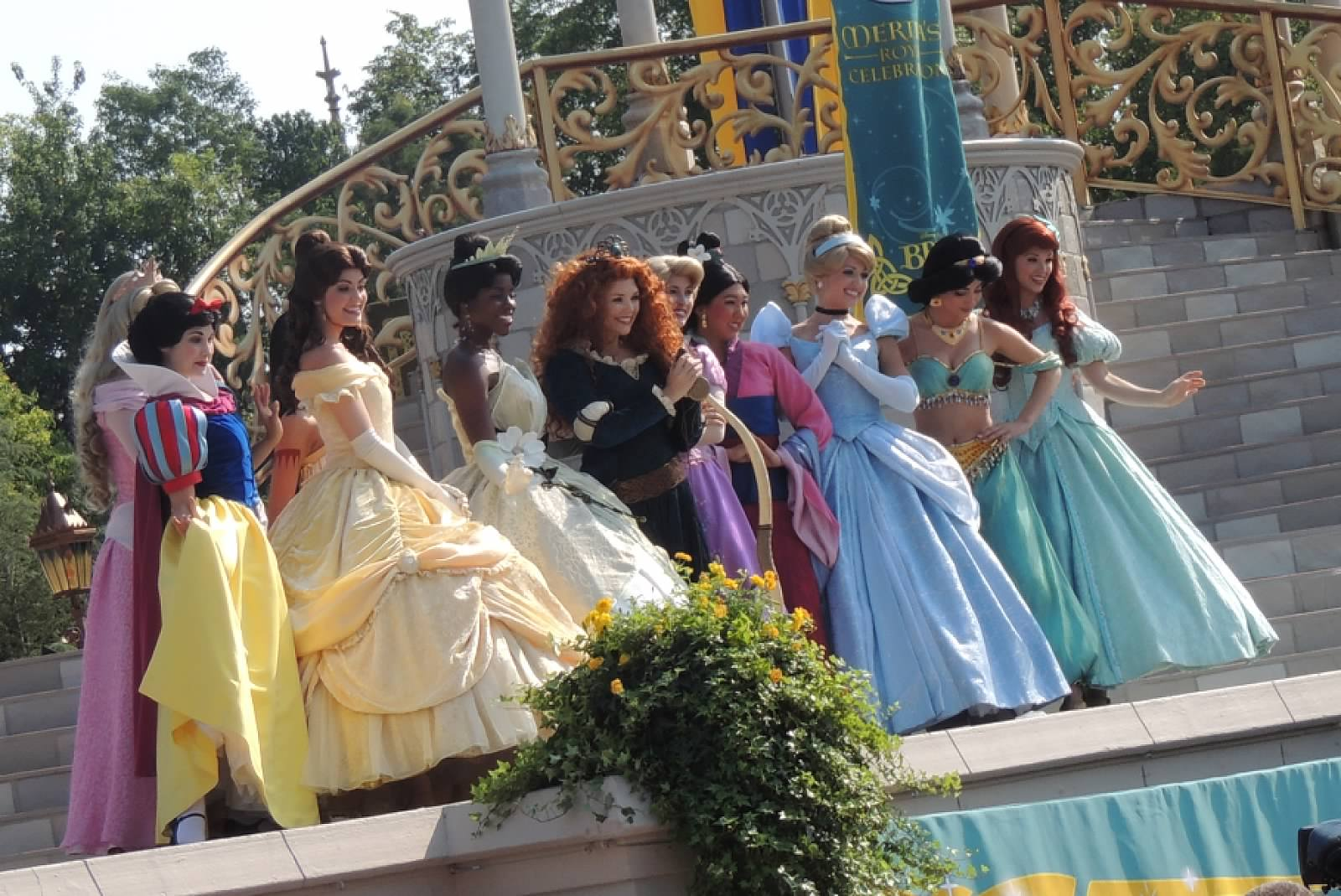
Las Princesas Disney en el parque temático Magic Kingdom en Walt Disney World, durante la coronación de Mérida en 2013.

Rapunzel fue coronada e incluida en la franquicia como el décimo miembro el 2 de octubre de 2011, durante la "Rapunzel's Royal Celebration", un evento especial en Londres. También asistieron las otras Princesas más el Hada Madrina (de La Cenicienta) y Flynn Rider, e incluyó una procesión por Hyde Park que concluyó con una ceremonia en el Palacio de Kensington en el Royal Borough of Kensington and Chelsea, una residencia utilizada por la Familia Real desde el siglo XVII. Disney organizó el evento en cooperación con Historic Royal Palaces, una organización británica sin fines de lucro que mantiene los State Rooms.

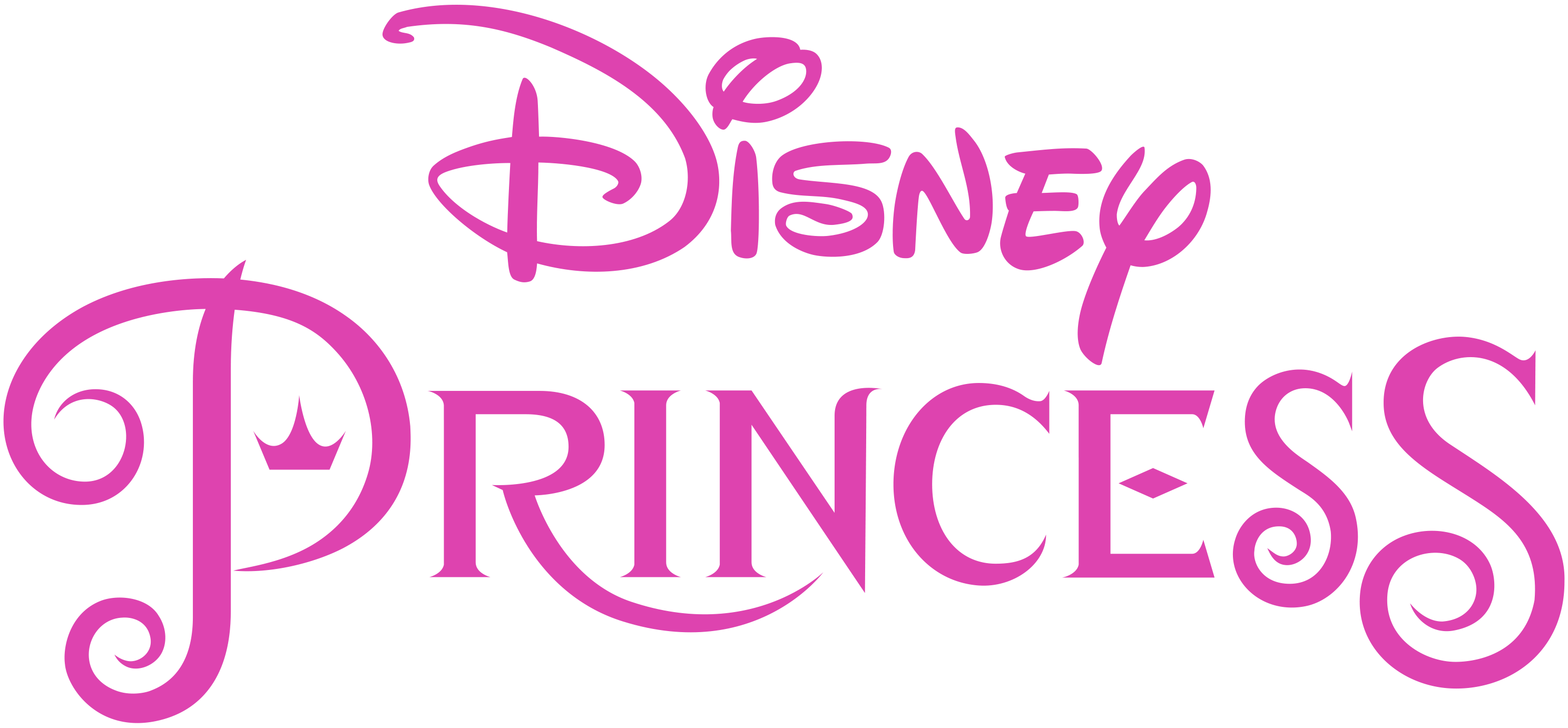
Logo de la franquicia usado desde 2014 hasta 2024.

El 11 de mayo de 2013, Mérida se convirtió en el primer personaje de Pixar y en el undécimo miembro de la franquicia en una ceremonia de coronación frente al Castillo de la Cenicienta en el parque Magic Kingdom de Walt Disney World.
En marzo de 2019, Moana ("Vaiana" en España) se agregó a la alineación como el duodécimo miembro de la franquicia sin tener una ceremonia de coronación, sino que se incluyó en productos futuros.
En agosto de 2022, se anunció que Raya sería incluida como el decimotercer miembro de la franquicia durante la Semana Mundial de las Princesas en Disneyland París. En enero de 2023, se incluyó en algunos productos de Disney Princess y luego se agregó en agosto de ese año entre las otras Princesas en su sitio web oficial.

## Canon oficial de Princesas Disney
El canon oficial de la línea Princesas Disney consiste en protagonistas femeninas, la mayoría de las cuales tienen lazos reales dentro de sus universos ficticios, de trece películas seleccionadas de Disney. Se les dio un número oficial en la alineación de la franquicia según el orden cronológico en el que se estrenaron sus películas, comenzando con Blancanieves como la primera, con Cenicienta como la segunda, seguida por Aurora, y así sucesivamente.
1. Blancanieves – Snow White and the Seven Dwarfs (1937)[24]
2. Cenicienta – La Cenicienta (1950)[25]
3. Aurora – La Bella Durmiente (1959)[26]
4. Ariel – La Sirenita (1989)[27]
5. Bella – La Bella y la Bestia (1991)[28]
6. Jasmín – Aladdín (1992)[29]
7. Pocahontas – Pocahontas (1995)[30]
8. Mulan – Mulan (1998)[31]
9. Tiana – The Princess and the Frog (2009)[32]
10. Rapunzel – Enredados (2010)[33]
11. Mérida – Brave (2012)[34]
12. Moana (Vaiana en España) – Moana (2016)[35]
13. Raya – Raya y el último dragón (2021)[22]

### Antiguas Princesas Disney
Personajes que fueron miembros de la franquicia hasta que fueron eliminadas:
- Tinker Bell (Campanilla en España; Campanita en Hispanoamérica) – Peter Pan (1953)[11]
- Esmeralda – El Jorobado de Notre Dame (1996)[10]

## Taquilla
| Película                        | Fecha de lanzamiento    | Ingresos (USD) | Ingresos (USD)  | Ingresos (USD) | Presupuesto (USD)    | Ref.   |
| ------------------------------- | ----------------------- | -------------- | --------------- | -------------- | -------------------- | ------ |
| Película                        | Fecha de lanzamiento    | Domestico      | Resto del mundo | Mundial        | Presupuesto (USD)    | Ref.   |
| Snow White and the Seven Dwarfs | 21 de diciembre de 1937 | $184,925,486   | N/A             | $184,925,486   | $1.488 millones      | [ 36 ] |
| La Cenicienta                   | 4 de marzo de 1950      | $93,141,149    | N/A             | $93,141,149    | $2.2 millones        | [ 37 ] |
| La bella durmiente              | 29 de marzo de 1959     | $51,600,000    | N/A             | $51,600,000    | $6 millones          | [ 38 ] |
| La sirenita                     | 17 de noviembre de 1989 | $111,543,479   | $99,800,000     | $211,343,479   | $40 millones         | [ 39 ] |
| La bella y la bestia            | 5 de noviembre de 1991  | $218,967,620   | $206,000,000    | $424,967,620   | $25 millones         | [ 40 ] |
| Aladdin                         | 13 de noviembre de 1992 | $217,350,219   | $286,700,000    | $504,050,219   | $28 millones         | [ 41 ] |
| Pocahontas                      | 16 de junio de 1995     | $141,579,773   | $204,500,000    | $346,079,773   | $55 millones         | [ 42 ] |
| Mulan                           | 19 de junio de 1998     | $120,620,254   | $183,700,000    | $304,320,254   | $90 millones         | [ 43 ] |
| The Princess and the Frog       | 25 de noviembre de 2009 | $104,400,899   | $162,644,866    | $267,045,765   | $105 millones        | [ 44 ] |
| Enredados                       | 24 de noviembre de 2010 | $200,821,936   | $390,973,000    | $591,794,936   | $260 millones        | [ 45 ] |
| Brave                           | 22 de junio de 2012     | $237,283,207   | $303,153,856    | $540,437,063   | $185 millones        | [ 46 ] |
| Moana                           | 23 de noviembre de 2016 | $248,757,044   | $394,574,067    | $643,331,111   | $150–175 millones    | [ 47 ] |
| Raya y el último dragón         | 4 de marzo de 2021      | $54,732,032    | $75,700,000     | $130,423,032   | Más de $100 millones | [ 48 ] |

## Heroínas de Disney relacionadas
Hubo varias heroínas de producciones bajo el sello "Disney" que han aparecido en medios relacionados con la franquicia de Princesas Disney en algunas ocasiones a modo de "invitadas", o que terminaron siendo descartadas como parte de la franquicia.
- Jane Porter (Tarzán): Debido al estreno de su película, se incluyó un reportaje sobre ella en el número #18 de la revista Disney Princess, sin embargo, debido a cuestiones de marca registrada con Edgar Rice Burroughs, Inc. no llegó a ser incluida oficialmente en la franquicia.[49]
- Varias heroínas de películas animadas de Disney aparecieron junto a las Princesas Disney en la serie de vídeos de karaoke Disney Princess Sing-A-Long Songs (2004-2006), entre ellas: Alicia (Alicia en el País de las Maravillas), la Señorita Marian (Robin Hood), Meg (Hércules), Melody (La sirenita 2: regreso al mar), las princesas Mei, Ting-Ting y Su (Mulan 2), y la princesa Minnie (Mickey, Donald, Goofy: Los Tres Mosqueteros).
  - Alicia también fue incluida en la serie de libros My Princess Collection junto a historias con las Princesas oficiales y otras heroínas fuera de la franquicia, entre las que se incluyen: Dot (Bichos: Una aventura en miniatura), Jessie (Toy Story 2), y Kida (Atlantis: El imperio perdido).[50]
  - Meg también fue incluida por Mattel en una línea de muñecas de la franquicia.[51]
- Giselle (Encantada): Giselle iba a ser incluida originalmente en la franquicia, pero fue retirada por motivos legales relacionados con el uso de la imagen de la actriz Amy Adams.[52]
- Anna y Elsa (Frozen): Ambas fueron incluidas en varios productos de la franquicia en sus inicios, pero sin llegar a entrar oficialmente en la línea de la franquicia debido a la extensión de la propia franquicia de Frozen. A pesar de que no son Princesas Oficiales, mantienen una conexión cercana con la franquicia debido a la gran popularidad de Frozen, apareciendo en celebraciones de la franquicia como Princesas Honoríficas,[53] y destacando su aparición junto a las Princesas Oficiales en Ralph Breaks the Internet.
- Sofia (Sofia the First): Una joven princesa que destaca por invocar a las Princesas Oficiales de la franquicia cuando está en apuros.
- Elena de Avalor (Elena of Avalor): Es la primera princesa Disney de ascendencia latinoamericana y es una princesa coronada oficialmente por las otras, apareciendo ocasionalmente en la franquicia de forma honorífica.
- Vanellope von Schweetz (Wreck-It Ralph): Princesa de Sugar Rush, posteriormente proclamándose "Presidenta" del lugar al final de Wreck-It Ralph, y tiempo después dejando el puesto en Ralph Breaks the Internet, donde destaca su encuentro con las Princesas Oficiales de la franquicia (incluyendo Moana, un año antes de ser incluida en la franquicia), además de Anna y Elsa de Frozen.

## Apariciones
Además de sus propias películas, las Princesas Disney han tenido apariciones en otros medios como películas, series, libros, o videojuegos.

### Películas
En 2007 salió directa a vídeo la película Disney Princess Enchanted Tales: Follow Your Dreams, la cual es formada por dos historias: "Keys to the Kingdom", protagonizada por Aurora; y "More Than a Peacock Princess", protagonizada por Jasmín. Originalmente, iba a ser la primera película para la serie de películas Disney Princess Enchanted Tales, pero tras ser cancelado el proyecto, Follow Your Dreams se convirtió en la única película.
Varias Princesas han aparecido en versión de acción real en remakes de sus películas, como Aurora (Elle Fanning) en Maléfica (2014), Cenicienta (Lily James) en Cinderella (2015), Bella (Emma Watson) en La bella y la bestia (2017), Jasmín (Naomi Scott) en Aladdín (2019), Mulan (Liu Yifei) en Mulan (2020), Ariel (Halle Bailey) en La sirenita (2023), Blancanieves (Rachel Zegler) en Snow White (2025), y Moana (Catherine Lagaʻaia) en Moana (2026).
En la película de acción real de Disney Channel Descendants (2015) y sus secuelas, Bella (Keegan Connor Tracy) aparece como la reina de Áuradon, y junto a Bestia tiene un hijo llamado Ben. Blancanieves (Stephanie Bennett) también aparece en la primera película como reportera en televisión. Aunque las demás princesas no hacen aparición, se muestra a Audrey, hija de Aurora y Felipe, Chad, hijo de Cenicienta y el Príncipe Encantador, y Lonnie, hija de Mulán y Shang. En la serie de cortos animados, Descendants: Wicked World, también se hace mención a la hija de Rapunzel, Ruby. En la serie de libros Isle of the Lost basados en las películas también aparece Aziz, hijo de Jasmín y Aladdín, y Li'l Shang, hijo de Mulán y Shang, y hermano mayor de Lonnie. En la película Descendants: The Rise of Red (2024), hace aparición Cenicienta (Brandy Norwood) y su hija Chloe.
En 2018 se estrenó Ralph Breaks the Internet, siendo la primera reunión de todas las Princesas en una misma historia, además de Anna y Elsa de Frozen, y Moana, quien no fue añadida oficialmente a la franquicia hasta el año siguiente del estreno de la película.
Un especial de animación de LEGO, Lego Disney Princess: The Castle Quest (2023), juntó a Blancanieves, Ariel, Tiana, Rapunzel y Moana, en una aventura para detener los malvados planes de Gastón (antagonista principal de La bella y la bestia). Una secuela, Lego Disney Princess: Villains Unite, está programada para ser estrenada en Disney+ el 25 de agosto de 2025. Las Princesas del especial anterior regresan en la historia, con la incorporación de Cenicienta, Aurora y Bella, de nuevo haciendo frente a los planes de Gastón, y sus nuevos aliados villanos.
Todas las Princesas Disney a excepción de Mérida hacen aparición en el cortometraje de 2023 Once Upon a Studio.

### Series de televisión
Las primeras ocho Princesas Disney aparecen como cameo en los episodios de la serie House of Mouse.
La serie Once Upon a Time incluye entre sus personajes versiones alternativas de Blancanieves, Cenicienta, Aurora, Ariel, Bella, Jasmín, Mulán, Tiana, Rapunzel, y Mérida. Siendo Pocahontas y Moana las únicas que no aparecieron durante el desarrollo de la serie.
En la serie Sofia the First, la protagonista suele necesitar ayuda de alguna de las princesas para salir de algún apuro. Entre las primeras once Princesas de la franquicia (quienes eran los miembros existentes durante la emisión de la serie), todas excepto Pocahontas han hecho aparición en la serie.

### Videojuegos
En la serie de videojuegos Kingdom Hearts, hay un grupo llamado "Las Siete Princesas del Corazón". Además de Kairi, personaje de la saga, y Alicia, de Alicia en el País de las Maravillas, el grupo está formado por las Princesas de la franquicia Blancanieves, Cenicienta, Aurora, Bella, y Jasmín. En Kingdom Hearts III, los miembros de la Organización XIII buscan a "Siete Nuevas Princesas del Corazón", observando a Rapunzel, Anna y Elsa como posibles candidatas. También Ariel y Mulán aparecen en la saga de juegos, en su caso tomando el papel de compañeras de batalla.
En los juegos de Disney Infinity, donde los personajes jugables se controlan uniendo figuras de los personajes al juego, se incluyeron figuras de Rapunzel, Mérida, Jasmín, y Mulán. También una figura de Moana estaba planeada antes de la cancelación de la franquicia.
Todas las Princesas Disney también son personajes jugables en el juego para móviles Disney Magic Kingdoms, con Cenicienta, Rapunzel, Aurora y Pocahontas siendo parte de la historia principal, mientras que el resto son personajes de tiempo limitado.

## Recepción
La franquicia Disney Princess ha recibido opiniones diversas entre los críticos y los clientes. El 24 de diciembre de 2006, Peggy Orenstein publicó "¿Qué hay de malo en Cenicienta?" en The New York Times. En su artículo, Orenstein discutió sus preocupaciones acerca de los efectos de las princesas sobre las jóvenes. Orenstein utilizó específicamente las princesas de Disney para presentar muchos de sus puntos relacionados con el feminismo. Orenstein destacó asimismo el carácter generalizado y extendido tanto de las mercancías como de los temas sociales y lúdicos relacionados con las princesas Disney. Tamara Weston de la revista Time criticó la franquicia, considerando a las princesas "damiselas en apuros" y modelos negativos de comportamiento para las jóvenes.
Sin embargo, la propia franquicia muestra a sus personajes como valientes, curiosas, gentiles, y aventureras, como refuerzo para animar a las más jóvenes a ser más autosuficientes e imaginativas.

### Princesas en la Era Dorada de Disney
La primera princesa, Blancanieves, se encarga de las tareas del hogar tras estar acostumbrada por ser obligada a ello por su madrastra, y es víctima de un envenenamiento del que solo el Príncipe puede salvarla. Similar es el caso de Cenicienta, quien también se veía obligada a hacer las tareas del hogar por su madrastra y sus dos hermanastras, y se muestra como la primera damisela en apuros al ser encerrada en una torre, sin embargo, no es rescatada por un príncipe o un héroe, sino por sus amigos los animales.
En el caso de Aurora, ella se muestra como una damisela en lo alto de una torre víctima de un hechizo, del cual solo el príncipe puede rescatarla, mostrándose el Príncipe Felipe como el primer príncipe heroico en rescatar a una princesa, aunque teniendo también ayuda de las Tres Hadas Buenas, Flora, Fauna y Primavera.
Los casos de las tres, siendo princesas que en algún momento han tenido que ser rescatadas, y terminan junto a un príncipe del que se enamoran tras conocerse, han llevado a las ideas de estereotipos de "Princesas en apuros" o "Princesas que sueñan con un príncipe".

### Princesas en el Renacimiento de Disney
En esta era, las princesas muestran una personalidad más heroica en sus respectivas historias.
Ariel comparte como sus predecesoras el hecho de una chica que se enamora de un príncipe a primera vista. Al contrario que ellas, ella muestra un papel más heroico, plantando cara a la villana hacia el clímax de la película, a pesar de que es el Príncipe Eric quien acaba con ella siendo el único que podía hacerlo en ese momento.
En el caso de Bella, se muestra como una chica que prefiere leer y sueña con descubrir cosas nuevas, y rechaza la idea de casarse con el hombre más admirado del pueblo, y no es hasta que conoce en profundidad a Bestia cuando empieza a enamorarse de él. Jasmín también en un principio rechazaba la idea de casarse si no era porque realmente amara a alguien, y al igual que su predecesora, se enamora de Aladdín tras conocerlo con el tiempo.
Pocahontas muestra lo contrario al estereotipo de una damisela en apuros que debe ser rescatada, siendo ella quien salva al protagonista masculino en su película. Mulán, a pesar de tener un interés amoroso en su película, no muestra situaciones románticas, pues se centra en su objetivo de ser una guerrera y acaba siendo considerada una heroína tras enfrentarse cara a cara al villano de la película y salvar a su país.

### Princesas en el Resurgimiento de Disney
Desde la película The Princess and the Frog en 2009, donde Tiana se muestra como una chica que sueña con seguir adelante y cumplir su sueño de tener su propio restaurante, la franquicia de Princesas Disney ha tenido un nuevo y singular auge tanto en la crítica como comercialmente.
Este resurgimiento vino acompañado de cambios en las películas, no solo porque desde Enredados todas las películas son por ordenador, sino además han cambiado los estereotipos tan criticados a la franquicia. También los príncipes valerosos han ido cambiando, como es el caso del ladrón Flynn Rider en Enredados que no comparte los modales de un príncipe. Esto ha dado muestras de que las películas animadas de Disney aparentemente daban un giro en 180°, el cual ha venido acompañado de un éxito universal tanto en taquilla como por la aclamación de la crítica.
Del papel de la mujer destaca una transformación desde una damisela en apuros a una protagonista valerosa, siendo el caso más icónico el de Mérida en Brave que rechaza tener un prometido y es la aventurera de la historia, pero no se quedan atrás Rapunzel o Tiana que no esperan ser rescatadas y suelen tomar la acción entre sus manos. Moana y Raya, al igual que sus predecesoras en esta era, se muestran como chicas heroicas y valientes que luchan constantemente por lo que quieren.